# 1515 Perrotin
Az 1515 Perrotin (ideiglenes jelöléssel 1936 VG) a Naprendszer kisbolygóövében található aszteroida. André Patry fedezte fel 1936. november 15-én, Nizzában.